# Buñol
Buñol (en valenciano Bunyol) es un municipio de la Comunidad Valenciana, situado en el interior de la provincia de Valencia, en la comarca de la Hoya de Buñol. Se sitúa a una altitud de 441 m s. n. m. y su población es de 9779 habitantes en 2025. Se trata de un municipio castellanoparlante, en el que el español cuenta con el predominio lingüístico a nivel legal, perteneciendo el habla tradicional al dialecto castellano-aragonés. En la formación de palabras de los Buñoleros influye tanto el castellano como el valenciano. De esta manera, algunas palabras del vocabulario típico de Buñol híbridas entre ambos idiomas son manglanero, pañuelá o trebajar.
Se tiene constancia de poblamiento en la zona desde el Paleolítico, si bien el núcleo urbano data de época musulmana y surgió en torno al castillo. Buñol y toda su comarca se incorporó al Reino de Valencia a mediados del siglo XIII durante la conquista de Valencia. La expulsión de los moriscos (1609) supuso un grave quebranto demográfico y económico. La llegada del ferrocarril en 1887 fortaleció la industria papelera, que en el último tercio del siglo XIX llegaba a doce fábricas, con una producción diversificada y con buena maquinaria. La industrialización ha seguido siendo fuerte en Buñol; en los década de los años setenta del siglo XX, el sector primario apenas suponía un 5 % de la población activa, frente al 75 % de la industria. Si bien el porcentaje industrial ha descendido recientemente a favor del sector servicios, la industria buñolense sigue siendo fuerte.
La localidad conserva un patrimonio arquitectónico de importancia, que incluye el castillo, la iglesia de San Pedro, la ermita de San Luis Beltrán y varias ventas del siglo XVII en adelante. El evento más conocido es la tomatina, fiesta declarada de interés turístico internacional en 2002; se celebran también varios actos musicales y, como en muchas otras localidades valencianas, fallas.

## Toponimia
El topónimo Buñol es con seguridad anterior al periodo musulmán, durante el cual la localidad se denominó al-Buniúl, si bien su etimología es desconocida. La versión más extendida (y plausible a tenor de otros topónimos como Rafelbuñol o Buñola) es la del latín balneolum (‘[lugar de] baño[s]’). Otra opción sería un mozarabismo derivado de viña o un término similar. En paralelismo con la etimología de Albuñol, el término podría derivar de boniol, diminutivo de bonus (‘bueno’). También es una opción que provenga del latín Bullion (hervidero de aguas) con motivo de la abundante cantidad de manantiales en la población. Una última teoría es que Buñol tiene su origen en Betula, del latín, o Benatularom, del árabe.

## Geografía

### Localización
Está integrado en la comarca de Hoya de Buñol, de la que ejerce de capital, situándose a 40 kilómetros de la capital valenciana. El término municipal está atravesado por la autovía del Este entre los pK 310 y 321. 
Localidades limítrofes
| Noroeste: Siete Aguas | Norte: Chiva | Noreste: Chiva     |
| Oeste: Requena        |              | Este: Godelleta    |
| Suroeste: Yátova      | Sur: Yátova  | Sureste: Alborache |

### Hidrografía

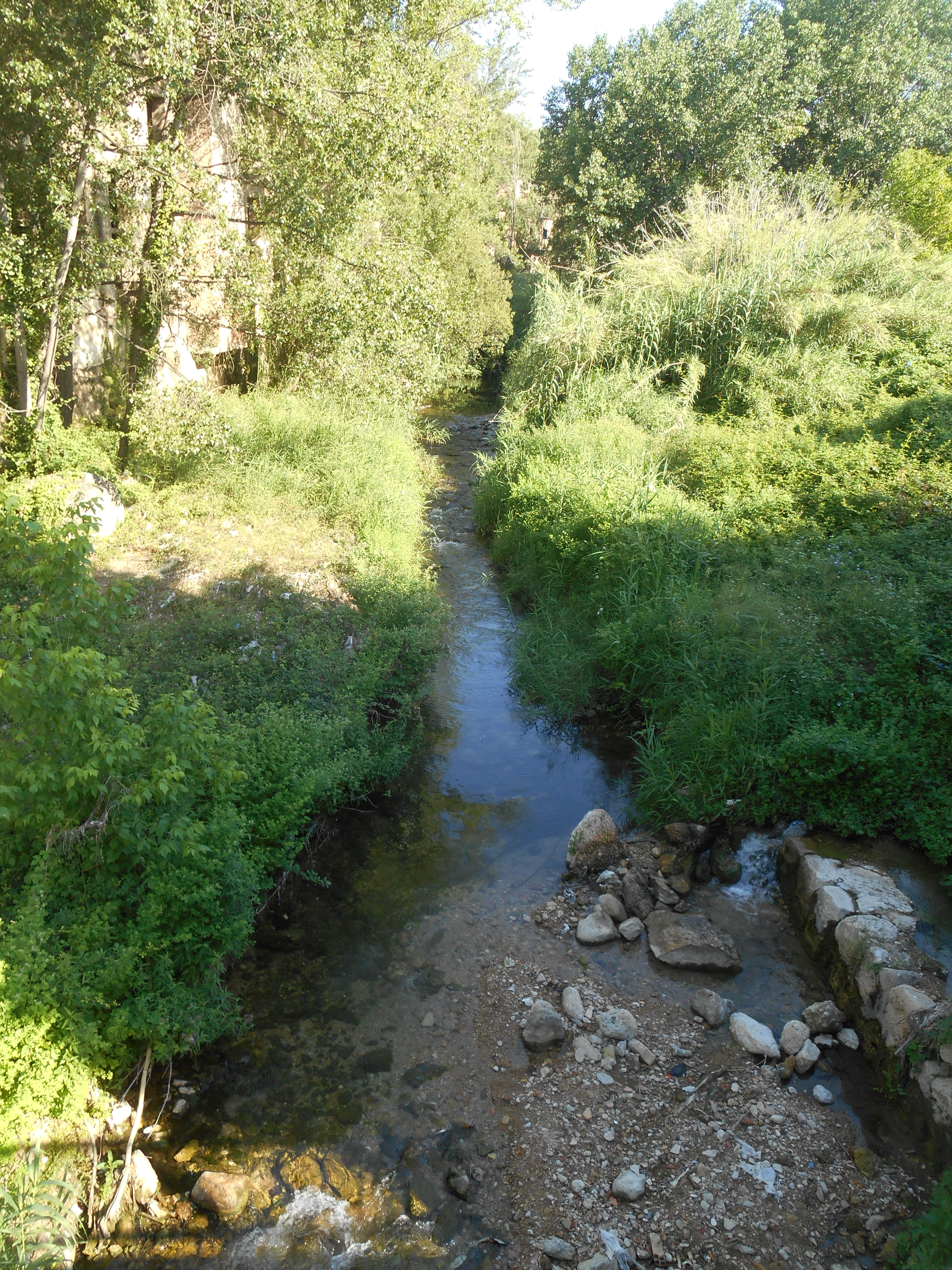
Río Buñol a su paso por la localidad.

El término municipal de Buñol se encuentra atravesado por el río Buñol, afluente del río Magro. Este río, con un recorrido total de unos 30 km, se une en el término de Buñol con el río Juanes (o Chico) y después sigue fluyendo hacia el término de Alborache. En el extremo suroccidental nace el río Mijares, otro pequeño afluente del río Magro.

### Orografía
El término municipal de Buñol ocupa 112,4 km². El pueblo se alza a 387 m sobre el nivel del mar, si bien, al asentarse en un terreno accidentado, las altitudes varían bastante en el casco urbano: así, la iglesia de San Pedro Apóstol está a 352 m, mientras que la iglesia de la Virgen de los Dolores (en el barrio de Las Ventas) a 414 m.
El término municipal tiene una forma alargada de oeste a este, con un ángulo prominente hacia el extremo norte. Toda la Hoya de Buñol está formada por sierras alineadas de noroeste a sudeste, cortadas por ramblas que forman profundos desfiladeros y dejan algunas mesetas aisladas o muelas y cerros alargados por producto de la erosión. Las sierras más importantes del término de Buñol son la Sierra de Malacara al oeste (punto culminante: Pico de la Nevera, con 1118 m de altitud) y la Sierra de la Cabrera de Buñol al noroeste, que llega hasta los 900 m. La superficie forestal ocupa el 47 % del término, si bien en su mayoría no es maderable. El Portillo de Buñol es un collado situado a 595 m sobre el nivel del mar, por el que cruza un tramo de la A-3. Las laderas meridionales de estas sierras son las de solana, como ocurre con la Solana de la Cabrera. Al sureste de la ciudad se encuentran las tierras más bajas en el cauce del propio río Buñol (situado a menos de 300 m sobre el nivel del mar) y en el extremo oriental del término se encuentra el vértice geodésico de Miravalencia, a 452 m de altitud.

### Clima
Buñol está situado en la frontera entre el clima mediterráneo típico y el clima mediterráneo continentalizado. Los inviernos son relativamente fríos, con temperaturas máximas que rara vez pasan de los 20 °C, siendo más frecuente que se sitúen de 9 a 13 °C. Las temperaturas mínimas puede que desciendan hasta los -2 o -3 °C en días de mucho frío (esto ocurre unas 5 o 6 veces al año, cuando hay una ola de frío), pero lo normal es que se sitúen de 1 a 3 °C. Hay días invernales en los que de temperatura máxima ha habido 2 o 3 °C y de mínima -2 o -3 °C. Las precipitaciones en invierno son normales, sin llegar a ser escasas, con días en los que nieva (de 0 a 5 días nieva en Buñol), aunque hay inviernos que pueden ser secos. Suele haber heladas en invierno. La temperatura más baja registrada en Buñol fue de -12 °C en 1956. Los veranos son cálidos, con temperaturas que pueden alcanzar más de 40 °C (esto ocurre en una ola de calor muy extrema). Lo normal es que se sitúen de 30 a 35 °C, aunque hay días que no llegan a los 28 °C. Las lluvias son escasas en verano y suelen ser tormentosas. La temperatura máxima registrada fue de 45,7 °C en 1997. Las lluvias anuales suelen ser escasas y dependen de si existen situaciones de gota fría en otoño o no la hay. El monto pluviométrico oscila entre 350 y 650 mm de lluvia anual, concentrado en primavera, en otoño y en invierno. Si hay gota fría en otoño y afecta a la zona de Buñol, esta precipitación puede aumentar hasta 900 mm, y la cantidad de precipitación en los meses de otoño (septiembre, octubre y noviembre) puede aumentar en su doble debido a esa gota fría. Por ejemplo; si hay gota fría en octubre, la precipitación mensual de ese mes puede ser de más de 140 mm, como en octubre de 2008, que, solo en ese mes, precipitaron 331,32 mm.
| Mes             | Ene | Feb | Mar  | Abr  | May  | Jun  | Jul  | Ago  | Sep  | Oct  | Nov  | Dic | Anual |
| --------------- | --- | --- | ---- | ---- | ---- | ---- | ---- | ---- | ---- | ---- | ---- | --- | ----- |
| Promedio Máx °C | 9,5 | 9,8 | 13,4 | 16,3 | 20,0 | 28,3 | 29,9 | 31,5 | 27,6 | 20,1 | 14,4 | 9,7 | 19,5  |
| Promedio mín °C | 1,0 | 1,2 | 4,3  | 10,0 | 13,5 | 14,7 | 16,4 | 16,5 | 15,4 | 11,9 | 6,5  | 1,7 | 9,4   |
| Lluvias mm      | 50  | 50  | 40   | 60   | 40   | 15   | 15   | 15   | 40   | 70   | 55   | 55  | 505   |

## Historia

### Prehistoria y antigüedad
Los primeros vestigios de vida humana que se conocen sobre la comarca se remontan hasta unos 50000 años antes de nuestra época; el término de Buñol es rico en restos arqueológicos. Los yacimientos prehistóricos más antiguos son del Paleolítico Medio, en el barranco de Carcalín (musteriense); del Paleolítico Superior (hace unos 20000 años) en la Cueva del Turche; del Mesolítico (hace unos 10000 años), en la Covalta de Ventamina; de la Edad del Bronce (hace unos 3000 años) en el cerro Mulet y Rotura. En el cerro Mulet hay niveles desde el Bronce hasta época medieval. La civilización ibérica sustituyó a la de la Edad del Bronce, habiéndose hallado cerámica en el Barranco de Monedi (Covalta); así como restos de muros en el collado Umán y partida Turche. Quizá llamaran a su poblado Bullon o Billon.[cita requerida]
Los yacimientos ibéricos de la zona tuvieron pervivencia durante la romanización, como es el caso de los poblados del Oliveral, Los Ríos y Cañalarga. Han aparecido restos en el Partior (tejas); en los Ríos (muros y ladrillos); en las Cabrillas (monedas y estatuas) y en la Huerta Abajo (lápida). También sobre la roca del Castillo hubo inicialmente una fortificación romana y quizá el desaparecido poblado de Mirabonell sea de origen romano.

### Dominación árabe e incorporación al Reino de Valencia
En la época de dominación árabe estos lugares ya tuvieron cierta autonomía política y administrativa. La presencia musulmana se manifiesta en la toponimia y la numismática; en los cementerios encontrados; en los restos del acueducto de la partida Turche y de muros y pozos en la partida del Oliveral; y, sobre todo en el Castillo, construido a principios del siglo XIII (posteriormente será ampliado), cuya descripción más detallada hace el doctor Facundo Tomás en su Topografía Médica de Buñol.
Buñol y toda su comarca se incorporó al Reino de Valencia a mediados del siglo XIII durante la conquista de Valencia por Jaime I. Entre los que acompañaban al rey estaba don Rodrigo de Lizana que «mereció por razón de sus muchos servicios y gestos, recibir al día siguiente a manos del Rey, los Castillos y Villas de Buñol, Monroy y Amacasta» y también los «lugares de Atava y Alboraig, con los hombres y mujeres de cualquier ley y condición, con sus términos y pertenencias, cuya donación tuvo lugar a 27 de abril de 1238». Sin embargo la conquista de algunos de estos pueblos, como Buñol, Turís, Yátova, Macastre, Alborache, Chiva o Llombay, duró hasta mayo de 1245.
El 29 de septiembre de 1279 Rodrigo de Lizana hizo donación de Buñol a la Orden del Hospital. Sin embargo, este acto no contó con la aprobación real, por lo que volvió a manos del monarca, quien donó «Buñol, con el lugar de Siete Aguas y todo lo comprendido en la Hoya y término de Buñol» a su hijo natural Pedro Fernández, señor de Híjar.

### De 1304 a la expulsión de los moriscos
Desde junio de 1304 hasta 1415 pasaron de mano en mano entre la Corona de Aragón. Un intento de compra por Bernardo de Sarrió en 1304 fracasó, pero no así el del rey Jaime II, que lo adquirió en noviembre de ese mismo año por 40 000 sueldos. Este rey lo donó el 12 de abril de 1315 a su segundo hijo, el infante Don Alfonso. Alfonso IV los donó en 1328 a su hijo Jaime, donación que fue confirmada en 1337 por Pedro IV. El propio Pedro IV el Ceremonioso acordó con el conde de Urgel un intercambio de señoríos que incluía Buñol. De esta forma, a la muerte de Martín I, Buñol era propiedad del conde de Urgel.
La muerte de Martín el Humano supuso un conflicto sucesorio que enfrentó, entre un total de seis pretendientes, al conde de Urgel —señor de Buñol— con Fernando de Antequera. El conflicto por la sucesión se resolvió en el Compromiso de Caspe, con la elección como rey de Fernando. Este monarca resolvió el 29 de noviembre de 1413 la confiscación de los bienes del conde de Urgel, incluyendo Buñol. La población fue tomada por Juan Escrivà. Fernando I donó en 1415 Buñol a su excamarero mayor y mariscal Álvaro de Ávila, en recompensa por sus servicios en las guerras de Granada. Ávila lo vendió a Alfonso V de Aragón que a su vez lo vendió a su camarero Berenguer Mercader.

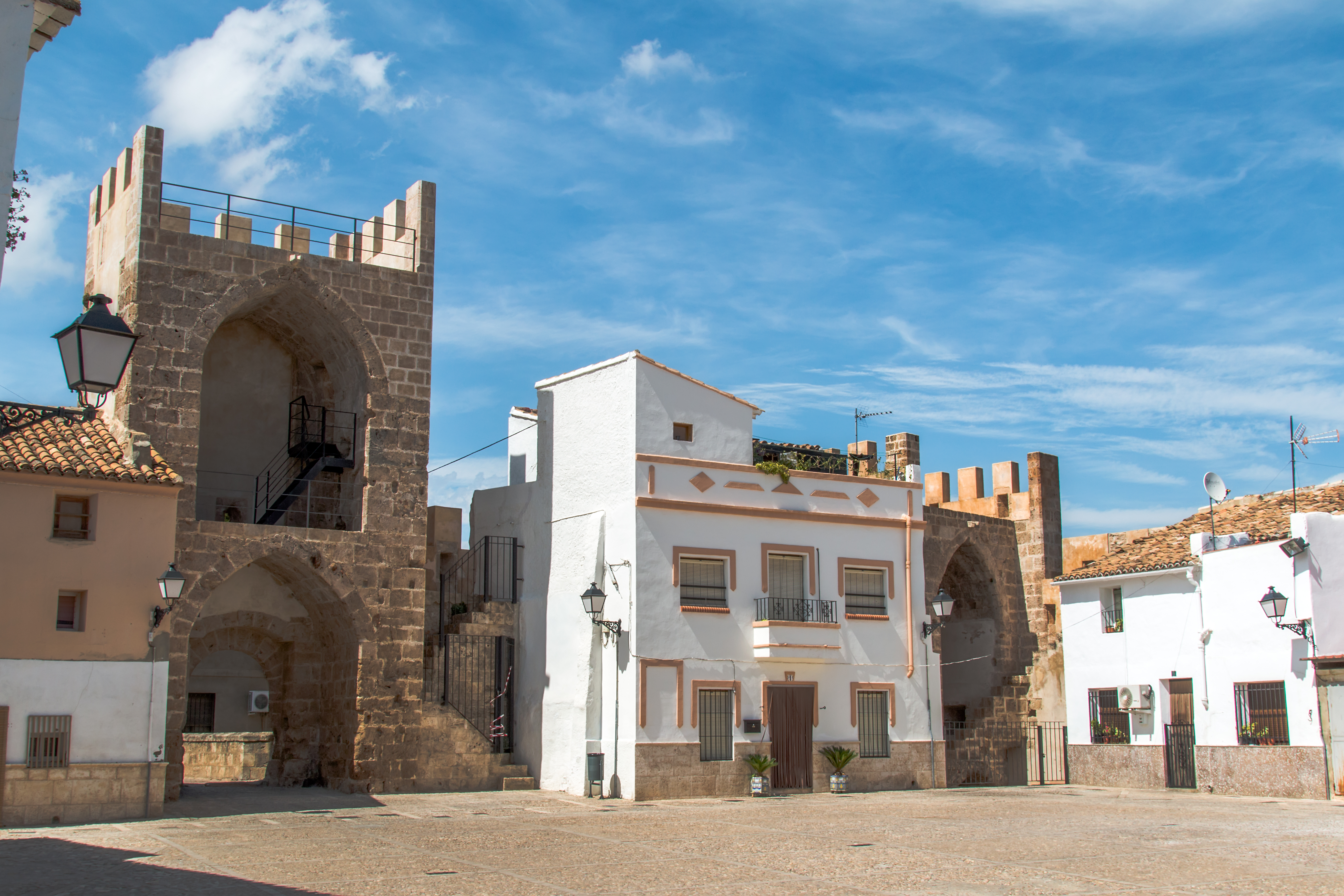
Interior del castillo de Buñol.

De esta forma, la familia Mercader, una de las más representativas de Valencia, se vinculó a la Hoya de Buñol desde 1425 hasta 1836, en que el Señorío pasó definitivamente a la Corona:

Posesionado Mercader de los pueblos de Buñol, Yátova, Siete Aguas, Macastre y Alborache y ya entrado en años, resolvió en su último testamento, otorgado en 30 de junio de 1467, la fundación del vínculo y mayorazgo de la baronía y Hoya de Buñol

En 1429 hubo enfrentamientos fronterizos con los castellanos, que se habían apoderado de Siete Aguas, que fue recuperada para los aragoneses por Berenguer Mercader. Durante la revuelta de las Germanías (1520-1522), Buñol y su comarca permanecieron en el bando antiagermanado. Con Felipe III Buñol, junto con Yátova, Siete Aguas, Macastre y Alborache, se convirtieron en condado, siendo su primer conde Gaspar Mercader y Carroz, el 3 de mayo de 1604.

### De la expulsión de los moriscos al XIX

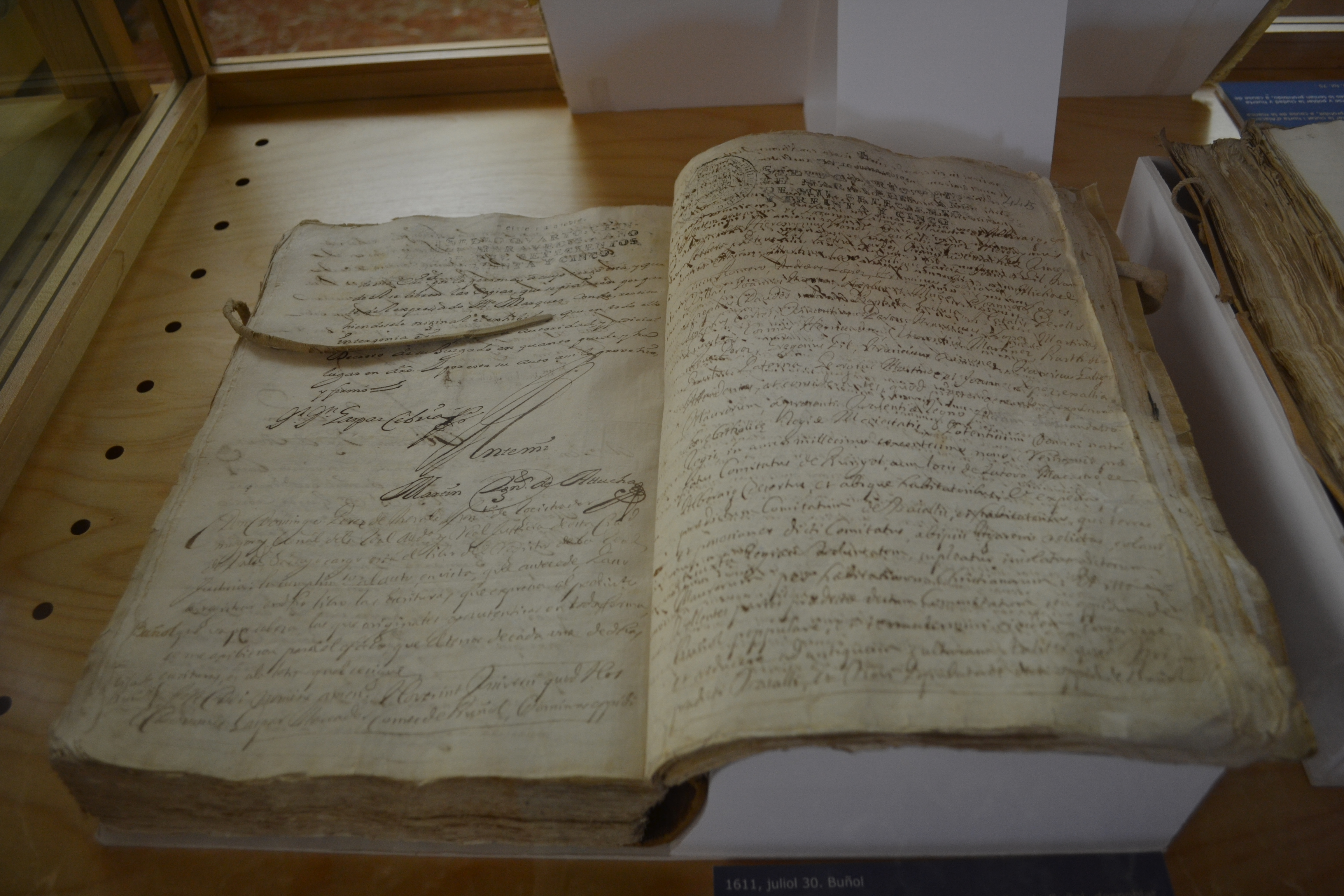
Carta Puebla de Buñol (1611).

La expulsión de los moriscos (1609) supuso un grave quebranto demográfico y económico. La población pasó de 760 habitantes en 1609 a 273 en 1646. El 30 de julio de 1611 se otorgó una carta puebla a Buñol, al efecto de repoblarlo. Treinta y tres repobladores se asentaron en la población, procedentes de Mallorca. Las carta puebla recogía el vasallaje, fidelidad y reconocimiento del señorío sobre casas, tierras y otras propiedades en favor del conde de Buñol, así como la obligación de los repobladores de residir en el lugar, restricciones a la venta de propiedades y un conjunto de obligaciones de pago de tercios, diezmos, quintos y otras cuotas por la producción de diversos productos agrícolas (vino, leña, trigo, ganado, etc.), forestales y mineros (cal, yeso). En 1634 se rectifió la carta para disminuir algunas cargas, aumentando la población. Durante la Guerra de Sucesión la comarca fue partidaria del Archiduque Carlos.
| Censo de Floridablanca (1797) |        |            |
|                               | número | porcentaje |
| Labradores                    | 239    | 35,3       |
| Jornaleros                    | 260    | 38,3       |
| Artesanos                     | 56     | 8,3        |
| Fabricantes                   | 20     | 2,9        |
| Criados                       | 74     | 10,9       |
| Comerciantes                  | 3      | 0,4        |
| Abogados                      | 1      | 0,1        |
| Escribanos                    | 2      | 0,3        |
| Curas                         | 1      | 0,1        |
| Estudiantes                   | 11     | 1,6        |
| Otros                         | 11     | 1,6        |

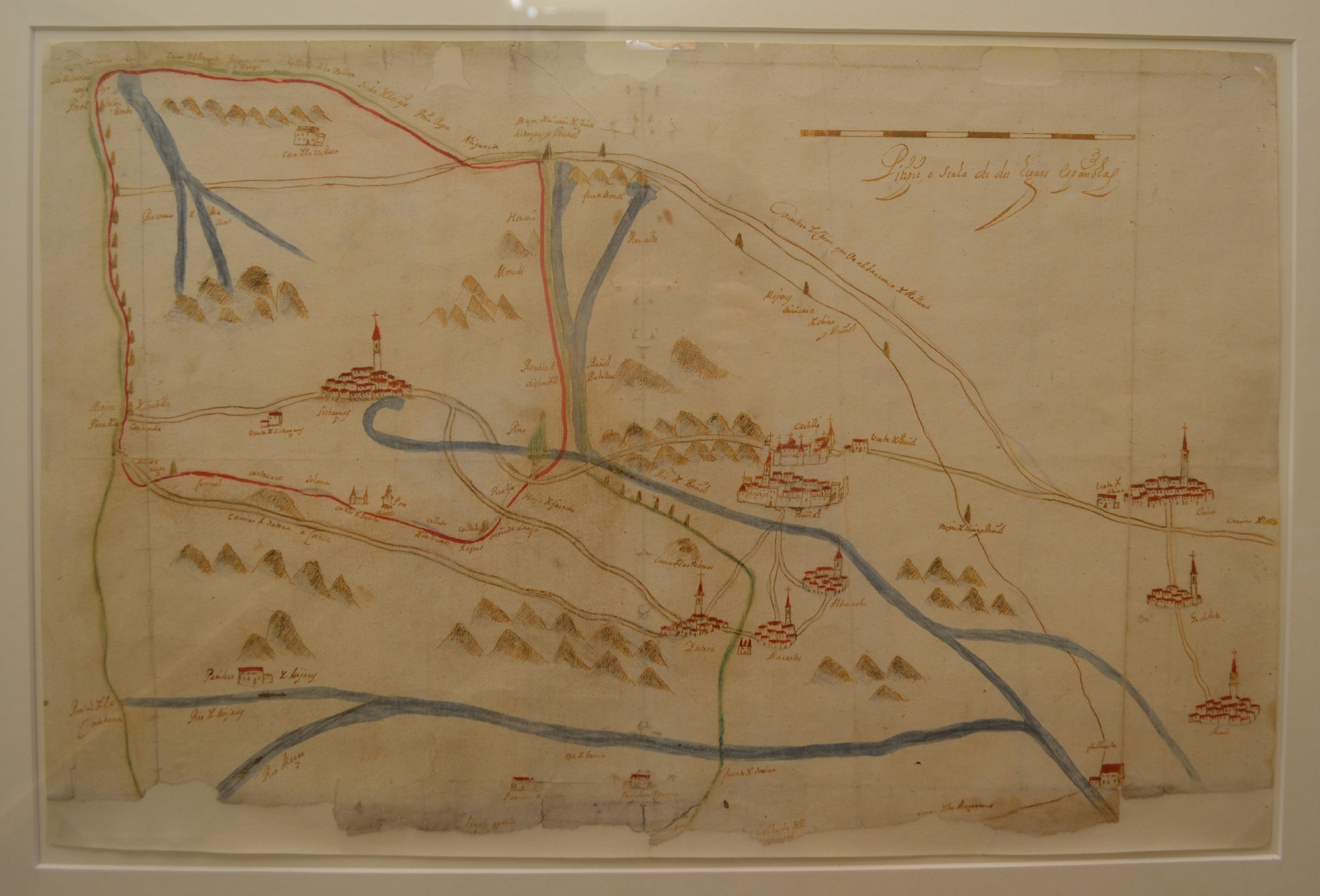
Mapa de los términos municipales de Siete Aguas, Buñol, Chiva y Macastre (1721).

La presión que soportaban los habitantes por las condiciones de las cartas pueblas, que en el condado de Buñol ascendía a un 20 % del valor de casas y tierras de huerta, olivares y eras; un séptimo del de los secanos y viñedos; y un sexto del de los cañares hizo que hubiera una creciente oposición por parte de los vasallos, que se reflejó en revueltas antiseñoriales, pero también en pleitos. Así los vecinos del condado ofrecieron 12 000 florines en 1797 al conde de Buñol para incorporarse a la corona. Al no aceptar el conde esta oferta, se inició un largo proceso que se prolongó hasta el 19 de enero de 1836, cuando el Ministerio de Gracia y Justicia resolvió el paso de Buñol a jurisdicción real contra el pago de 70 588 reales y 8 maravedíes.
Durante la invasión napoleónica, Buñol sufrió daños a consecuencia de las represalias de las tropas de Moncey tras los combates de Las Cabrillas (1808), pese a las instrucciones en contra de sus mandos.
Al estallar la primera guerra carlista, hubo en la población algunos partidarios de Carlos María Isidro de Borbón, principalmente tras la proclamación de la regencia de María Cristina, si bien la mayoría eran liberales. Las milicias urbanas de la población, junto con las de Cheste y Chiva fueron derrotadas por los carlistas en La Yesa. Buñol tenía en 1835 una guarnición en su castillo, con 30 hombres de la Milicia Nacional al mando de un oficial, pero esta fuerza se disolvió. En marzo de 1835, Cabrera el Tigre del Maestrazgo pasó por Buñol para aprovisionarse, fusilando a varios cristinos y permaneciendo en la zona durante un año. En 1837 Buñol recuperó su guarnición. Durante el año 1837 se produjeron combates en Buñol y su comarca, en uno de los cuales, la Acción de Las Cabrillas del 18 de febrero de 1837, fue hecho prisionero el coronel cristino Crehuet, que fue fusilado junto con otros 27.
A mediados del siglo XIX se producía en el término de Buñol trigo, cebada, avena, maíz, seda, vino, aceite, algarrobas, pasas, legumbres, frutas y hortalizas. El cultivo del arroz se había abandonado por problemas de salubridad. Había ganado lanar y cabrío, así como siete fábricas de papel, seis molinos harineros y dos batanes, estos en decadencia. En el Diccionario de Madoz (1845-1850) aparece la siguiente descripción, con interesante información sobre Buñol y su término en el siglo XIX:

Villa con ayuntamiento de la provincia [...] de Valencia (7 leguas) [...] Situada a la margen derecha del río de su nombre, inmediato al camino real de las Cabrillas, con clima templado y sano [...]. Tiene sobre 600 casas de fábrica regular, que se distribuyen en varias calles, incómodas por su declive; la del ayuntamiento, en donde se encuentran la cárcel, el almacén para el depósito del trigo, y el local para una escuela de niños [...]; hay también otra de niñas [...] y una iglesia parroquial (San Pedro y San Pablo) [...]. El templo que hoy dia sirve al culto fue construido en el reinado de Carlos III a expensas de los feligreses y algunos hijos de la villa, el cual es bastante sólido, de mampostería y claustral [...]. Hállase dentro de la población el castillo de su nombre, el cual la domina en su mayor parte. [...] Todavía se ve parte del edificio que fue iglesia de San Salvador, pero de ella no restan más que las paredes, pues las alhajas y ornamentos fueron presa de los franceses en 1808 [...]. En su radio se encuentra el despoblado de Mirabonell, de que restan algunas ruinas, y 2 ermitas dedicadas a San Luis Beltrán y Nuestra Señora de los Dolores [...] Por el O y el S pasa el río Buñol, el cual, después de haber perdido su curso anteriormente, vuelve a recobrarlo por las innumerables fuentes, que en número de unas 300, brotan por la derecha e izquierda de su cauce [...] El terreno en lo general es montuoso y participa de secano y huerta [...]. Los caminos que salen del pueblo son de diferente clase: los que conducen a las Cabrillas y a Turís, carreteros y se hallan en un estado regular; los demás que se dirigen a Alborache, Yátova y Macastre, de herradura y bastante malos [...]. Produce trigo, cebada, avena, maíz, seda, vino, aceite, algarrobas, pasa, legumbres, frutas y hortalizas; sostiene ganado lanar y cabrío; hay caza de conejos, perdices, liebres, cabras monteses, corzos y también algunos animales dañinos como son lobos, zorras y gatos monteses, y pesca de barbos, anguilas y algunas madrillas. Industria: la agrícola, 7 fábricas de papel, 6 molinos harineros y 2 batanes [...]; todo lo cual se halla en un estado de marcada decadencia. [...] Población:602 vecinos, 2,473 almas [...]
Diccionario de Madoz

Las comunicaciones se habían beneficiado de la construcción de la carretera de Madrid a Valencia por Las Cabrillas en 1765, pero la falta de mantenimiento la dejó en pésimo estado, por lo que se usaba poco. Fue reabierta entre 1825 y 1847 en Las Cabrillas. En 1845 se solicitó la construcción del ferrocarril por la misma ruta. Esta vía férrea se completaría en 1887 con la puesta en servicio del tramo Buñol-Venta Mina. El ferrocarril permitió el resurgimiento de la industria papelera, que en el último tercio del siglo XIX llega a doce fábricas, con una producción más diversificada y con mejor maquinaria. La industria papelera en expansión y los restos de la decadente industria sedera hacía que más del 50 % de la población activa buñolense trabajara en la industria, a diferencia de lo que sucedía en el resto de la comarca, de la región y en la mayor parte de España. Con la mejora del transporte se expandió la viticultura, que exportaba su producción al extranjero a través del puerto de El Grao. En 1862 existía en Buñol una fábrica de aguardiente.
La segunda guerra carlista no tuvo repercusión en la comarca, pero sí tuvo alguna la tercera. Hubo actividad de partidas carlistas, como la que el 7 de diciembre de 1874 se hizo con 8000 reales y ocho fusiles de la milicia nacional, rompió la lápida de la constitución y quemó el registro civil. Con todo, produjo muchos menos daños que la Primera.

### SiglosXXyXXI

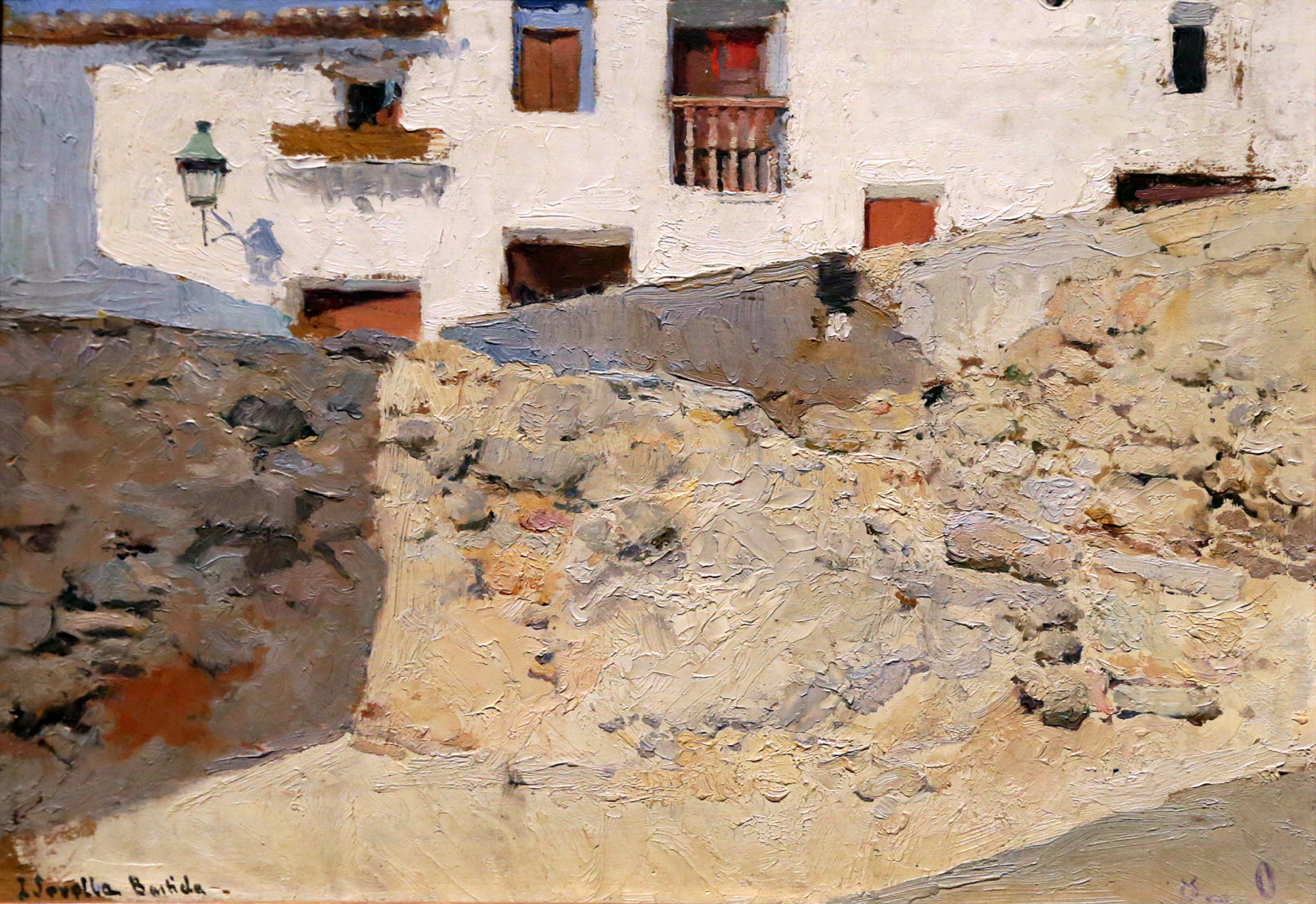
Calle de Buñol (1890-1895), pintura al óleo sobre tabla de Joaquín Sorolla (Museo Sorolla, Madrid)

En 1906 llegó la filoxera a Chiva, entendiéndose al resto de la comarca, acabando con el ascenso de esta producción. El enfrentamiento con los señores durante un largo periodo creó un ambiente que Teodoro Llorente describió como presencia de «liberales y progresistas» y «gente leída y discutidora». A esto se unió la presencia de un proletariado industrial, primero en la industria papelera, luego en la cementera, que llevó a la implantación de núcleos socialistas y anarquistas en la comarca. Estos grupos estarán presentes tanto en las protestas por la guerra de Marruecos (1911) como en las huelgas de 1917 y 1919. El candidato republicano ganó en Buñol (si bien perdió el distrito) en 1903.
También en las elecciones de 1905 venció el candidato de UR en Buñol, pero igualmente resultó derrotado en el distrito. En las elecciones de 1907, el candidato republicano por el distrito de Chiva —que incluía Buñol— fue Félix Azzati Descalci. Este empezó (14 de abril) y terminó (20 de abril) su campaña en Buñol, considerada la población más republicana y anticlerical de la región en aquel momento. El resultado electoral fue similar al de ocasiones anteriores.

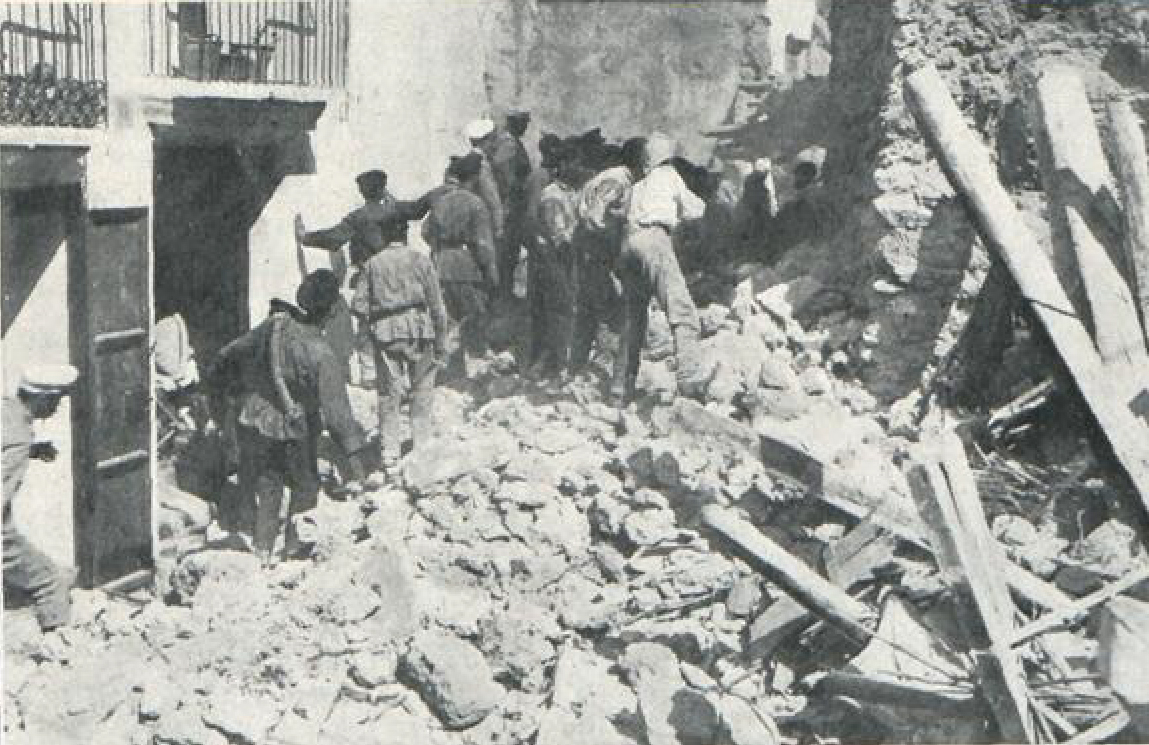
Brigada de bomberos practicando trabajos de salvamento tras el derrumbe del castillo (agosto de 1911)

En agosto de 1911, el derrumbe parcial del castillo de Buñol produjo el aplastamiento de unas 16 viviendas y la muerte de al menos 10 personas. En 1912 se constituyó la Agrupación Socialista, fruto de la presencia de Pablo Iglesias en Buñol por motivos de salud. En los años 20 del pasado siglo se inició la difusión en la población del PCE, escindido del PSOE. En 1918, tras varias elecciones sin candidatos republicanos que también fueron ganadas por los representantes del encasillado, se presentó como candidato por la Alianza de Izquierdas Andrés Ovejero, del PSOE. Esta venció nuevamente en Buñol, pero tampoco consiguió el escaño. Se repitió este resultado en 1919. En 1920, la ruptura entre PSOE y PURA llevó inicialmente a la presentación de candidatos por ambos, pero el PSOE se retiró en protesta por la represión que sufría. Así volvió a repetirse que un candidato republicano, en este caso Vicente Lambíes del PURA, venció en Buñol pero no logró escaño al ser derrotado en el conjunto del distrito.
Durante la Primera Guerra Mundial se interrumpió el suministro de cemento francés por parte de la empresa Lafarge. En abril de 1917 se produjo la compra de una pequeña fábrica buñolense de cemento natural por parte de la Compañía Valenciana de Cementos, la cual modernizó los procesos y aumentó la escala de la producción. Entre 1923 y 1930 se fue ampliando la fábrica, la cual se benefició de la demanda producida por la política de obras públicas de la dictadura de Primo de Rivera. El final de la misma y la Guerra Civil produjeron un descenso importante de la producción (de 104 200 toneladas en 1929 a 43 200 en 1939, la productividad cayó igualmente de 222 toneladas/hombre/año a 85).
En 1919 o 1920, la blasquista Escuela de la Casa de la Democracia organizó una colonia en Buñol. Ello llevaría a la construcción de un edificio específico cuyas obras, diseñadas por el arquitecto Mora y dirigidas por el maestro de obras Elías Matamales, se iniciaron el 1 de septiembre de 1922. La casa de colonias se inauguró el 2 de septiembre del siguiente año. El edificio inicial, de una altura y 40 por 10 m, contaba con capacidad para cien camas y aseos con servicio de duchas. La manutención y asistencia de los colonos se costeaba por suscripción popular, por lo que los niños y niñas participantes participaban de forma gratuita, tras una minuciosa selección en función de su condición física y necesidades ambientales y sociales. La Colonia Escolar Blasco Ibáñez funcionó regularmente desde su fundación hasta el inicio de la Guerra Civil. Durante la guerra el edificio de fue ocupado por la Federación Universitaria Escolar, que instaló allí una colonia de niños evacuados, siendo este su papel hasta la finalización de la Guerra Civil.
Durante la Guerra Civil Vicente Furriol Ibáñez, del PCE, elegido alcalde tras el triunfo del Frente Popular, procuró que no se produjera ningún delito de sangre, se evitó el incendio de la iglesia, que se utilizó como almacén, y se permitió el traslado de imágenes a las viviendas de quienes lo solicitaron, bajo pago de un impuesto. Se impidió cualquier clase de desmán contra personas o bienes. Así Salvador Domingo Salvador, coadjutor de la parroquia de San Pedro Apóstol, al terminar la guerra e instruirse causa contra el alcalde de Buñol, intervino en su favor, como muchas otras personas de la población. Al término del proceso Vicente Furriol fue absuelto de todos los cargos.
En los década de 1970, el sector primario apenas suponía un 5 % de la población activa, frente al 75 % de la industria. Durante la segunda mitad de 1975 y hasta enero de 1976 se desarrolló en Buñol el conflicto de Cointex. Esta era una empresa textil subcontratista del Grupo Sáez Merino. La plantilla era de 220 personas, de ellas 190 mujeres. Estas desarrollaban sus tareas en condiciones precarias, particularmente por las temperaturas que llegaban a superar los 40 °C (el máximo legal eran 28 °C). En el verano de 1975 una treintena de empleadas hubieron de abandonar sus puestos de trabajo por el calor. La empresa lo consideró una falta grave, tomando medidas que incluían el despido de algunas implicadas. Ello generó un conflicto social, que se vio agravado por la represión policial sobre los obreros reunidos en la iglesia de San Pedro Apóstol, suceso en que hasta el cura párroco sufrió la violencia policial. Se llegó al punto de que incluso los miembros del ayuntamiento en pleno, incluido el alcalde, Enrique Silla Criado, que en esta época era nombrado por el gobierno. La presión social y sindical llevó al fin de conflicto el 17 de enero de 1976, con el reingreso de las despedidas y la anulación de los expedientes y sanciones por parte de la empresa.

## Demografía
Buñol cuenta con una población de 9765 habitantes (INE 2024).
| Gráfica de evolución demográfica de Buñol entre 1842 y 2021                                                         |
| |
| Población de derecho según los censos de población del INE Población de hecho según los censos de población del INE |

En 1646 en Buñol residían unas 400 personas, que en 1789 ya eran 1670 y 4173 en 1877. El crecimiento siguió en el siglo siguiente: 4747 en 1910, 7215 en 1960 y 9906 en 1991. Este incremento se debió a un temprano proceso de industrialización basado en la elaboración del papel, al que más tarde se añadieron los transformados metálicos y el cemento, que atrajo a numerosos inmigrantes. En los últimos años se aprecia una cierta ralentización, que le ha hecho perder algo de población.

## Urbanismo

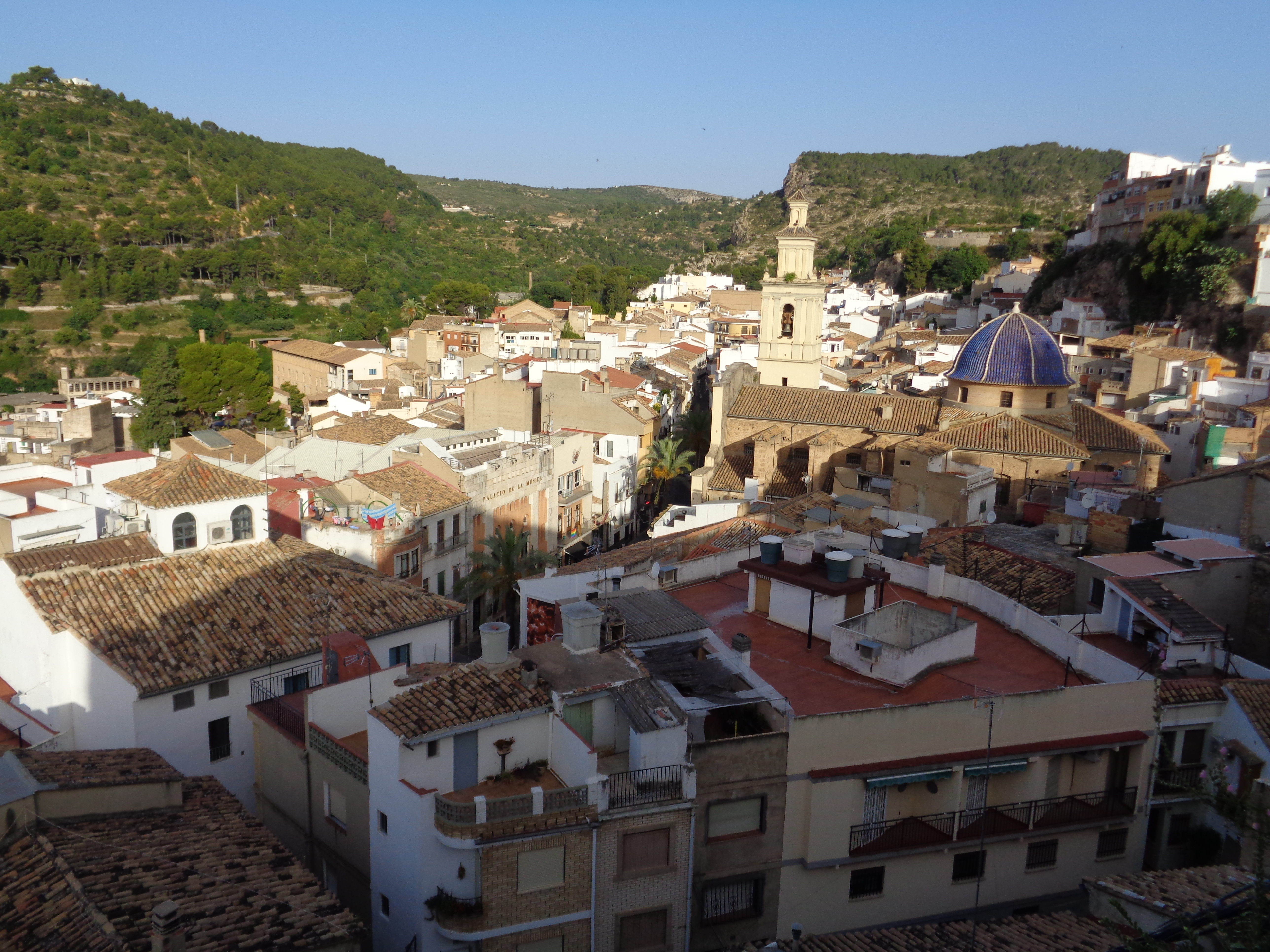
Vista del Castillo de Buñol

La localidad de Buñol surgió en torno al primitivo castillo (ubicado entre las calles Luis Vives y Che Guevara), a su vez probablemente edificado sobre una antigua fortificación romana. Esta fortificación se vio sustituida por un segundo castillo en un montículo ubicado más al sur. El núcleo original —delimitado por las calles Mallorquines, Castaños y Espartaco— son estrechas, sinuosas y de alta inclinación; ocasionalmente siguen curvas de nivel o se unen mediante pequeñas escaleras. Desde su origen y hasta el siglo XIX el casco urbano se extendió hacia el sur y suroeste (calles Reyes Católicos, Goya y Luis Vives), descendiendo en dirección al río Buñol. Al este el crecimiento quedaba limitado por el barranco de los Mudos (o Borrunes). Al norte de la población, a ambos lados del Camino de Castilla (o Camino Real de Madrid) se consolidó el núcleo de Las Ventas de Buñol en torno a las diversas ventas que ofrecían sus servicios a los viajeros que transitaban por dicho camino.
A lo largo del siglo XX y sobre todo, a partir de la década de 1950, la superficie urbana creció de manera muy rápida, llegando a haberse reduplicado en la primera década del siglo XXI. La inauguración del Puente Nuevo durante la II República hizo factible el crecimiento urbano en la margen derecha del barranco de los Mudos. A mediados de siglo se unieron físicamente el casco urbano y el barrio de Las Ventas, mediante la construcción del barrio de Gila. En la década de 1960 se construyó la barriada de San Rafael, destinada a acoger a los trabajadores de la fábrica de cementos. La calle Blasco Ibáñez, en las cercanías de la estación de Buñol y del acceso a la A-3, se convirtió en un eje atractivo para la localización de la actividad industrial.

## Comunicaciones

### Carretera
Buñol está situado en un importante paso (El Portillo de Buñol) por el que se han sucedido el Camino Real de Castilla, la carretera nacional N-3 y, actualmente, la autovía A-3, todas ellas para unir Madrid y Valencia. Hay, además, varias carreteras locales que unen Buñol con las localidades próximas: Godelleta (V-3036), Alborache, Macastre y Yátova (V-3031) y Venta Quemada (V-3038).
La carretera CV-427 es peculiar, ya que en ella se sostiene el "puente de la Jarra". Este se trata de un puente histórico construido con bloques de piedra tallada, y cuenta con tres aperturas para el paso del agua. Esta estructura fue afectada por la DANA de octubre de 2024.

### Ferrocarril
La estación de Buñol fue abierta al tráfico el 31 de julio de 1883 con la finalización del tramo Valencia-Buñol de la línea que pretendía unir inicialmente Valencia con Cuenca aunque finalmente se detuvo en Utiel. Las obras corrieron a cargo de la Sociedad de los Ferrocarriles de Cuenca a Valencia y Teruel que en 1886 pasó a ser conocida como la Compañía de los Caminos de Hierro del Este de España. Desde 1891 la gestión pasó a manos de Norte, hasta la nacionalización de la red ferroviaria española en 1941 y la creación de RENFE. Desde el 31 de diciembre de 2004 Renfe Operadora explota la línea mientras que Adif es la titular de las infraestructuras. La estación cuenta con servicios de Media Distancia que la unen principalmente con Madrid, Cuenca, y Valencia y forma parte de la línea C-3 de Cercanías Valencia.

### Autobús interurbano
Las siguientes líneas de MetroBus Valencia prestan servicio al municipio.
| Línea | Recorrido                                            | Operador        |
| ----- | ---------------------------------------------------- | --------------- |
| 433A  | Buñol - Hospital de Manises                          | Autocares Buñol |
| 433B  | Godelleta - Buñol - Hospital de Manises              | Autocares Buñol |
| 435A  | Yátova - València                                    | Autocares Buñol |
| 435B  | Yátova - València (por Cheste)                       | Autocares Buñol |
| 435C  | Yátova - València (por Cheste y urbanización Olimar) | Autocares Buñol |
| 436   | Buñol - Playa (en verano)                            | Autocares Buñol |
| 437   | Cortes de Pallás - Buñol                             | Autocares Buñol |

### Autobús urbano
Desde hace muchos años, por la orografía de la localidad,al estar dividida en dos partes, el Ayuntamiento de Buñol, empezó a prestar servicio de una línea de autobús urbano realizando una línea circular por la localidad, uniendo los puntos más importantes Ambulatorio, Ayuntamiento, Mercado, Institutos, Escuelas, Iglesia...
- Av. de la Hoya - Ambulatorio.

Como curiosidad, los vehículos primeros que empezaron la línea fueron comprados a la EMT Valencia, dos Pegaso 6035 reformados. La flota que ha tenido el servicio es la siguiente:
| NÚMERO | MODELO                                | BAJA | OBSERVACIONES        |
| ------ | ------------------------------------- | ---- | -------------------- |
| 1      | Pegaso 6035 Jorsa Monotral -ICLORSAL- | SI   | EX 1198 EMT València |
| 2      | Pegaso 6035 Jorsa Monotral -ICLORSAL- | SI   | EX 1192 EMT València |
| 3      | Pegaso 6038 Noge Monotral             | SI   | EX 2101 EMT València |
| 4      | Renault PR.100.2 Unicar U90.1         | SI   | Nuevo                |
| 5      | Iveco CityClass Noge Cittour          |      | Nuevo                |
| 6      | Iveco Ferqui                          |      | Nuevo                |

## Economía

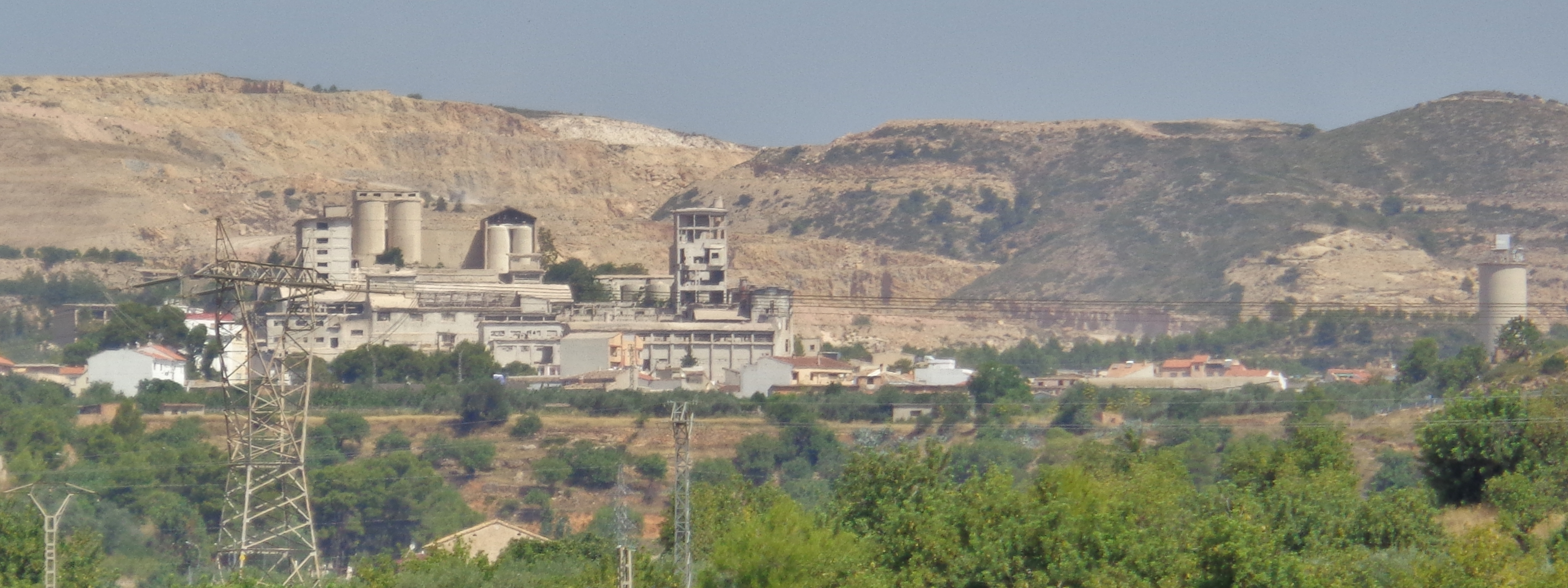
Fábrica de cemento.

La economía de Buñol descansa principalmente sobre la industria y el sector servicios. La agricultura ocupa a tan solo el 2 % de la población activa. La superficie cultivada ocupa 1712 ha, 229 de regadío y 1483 de secano. Los principales cultivos son el algarrobo (517 ha), el viñedo (76 ha), el almendro (442 ha) y el olivo (464 ha). La Cooperativa Valenciana Vinícola de Buñol, fundada en 1932 como sucesora de otra cooperativa del siglo XIX, vinifica unas 60 toneladas de uva anualmente y también produce aceite y comercializa algarroba. Tradicionalmente se han aprovechado los recursos hidráulicos del término para el regadío en dos sistemas: el primero usa fuentes y manantiales de la margen izquierda del río Buñol y el segundo se vale de las aguas de los ríos Buñol y Juanes a través de pequeños azudes y acequias.
La actividad industrial ocupa al 48 % de la población activa y la construcción a un 10,5 %. Las actividades industriales cuentan con larga tradición en Buñol, pues ya Cavanilles en 1797 reflejaba la existencia de molinos papeleros y telares. Los molinos harineros y papeleros (de los que a principios del siglo XX había 11 y 7, respectivamente) utilizaban principalmente las aguas canalizadas mediante las acequias para activar su maquinaria. Varios molinos papeleros siguen en activo en la actualidad, siendo la principal actividad industrial la producción de cemento (que supuso un continuo flujo de inmigrantes a mediados del siglo XX), seguida de los talleres mecánicos y las empresas de materiales de construcción y construcción de maquinaria. La producción industrial se localiza en cuatro focos principales: el río Buñol (producción tradicional de papel), la zona de la calle Blasco Ibáñez (antigua carretera hacia Valencia), el propio núcleo urbano y el polígono industrial de El Llano junto a la A-3.

## Administración y política

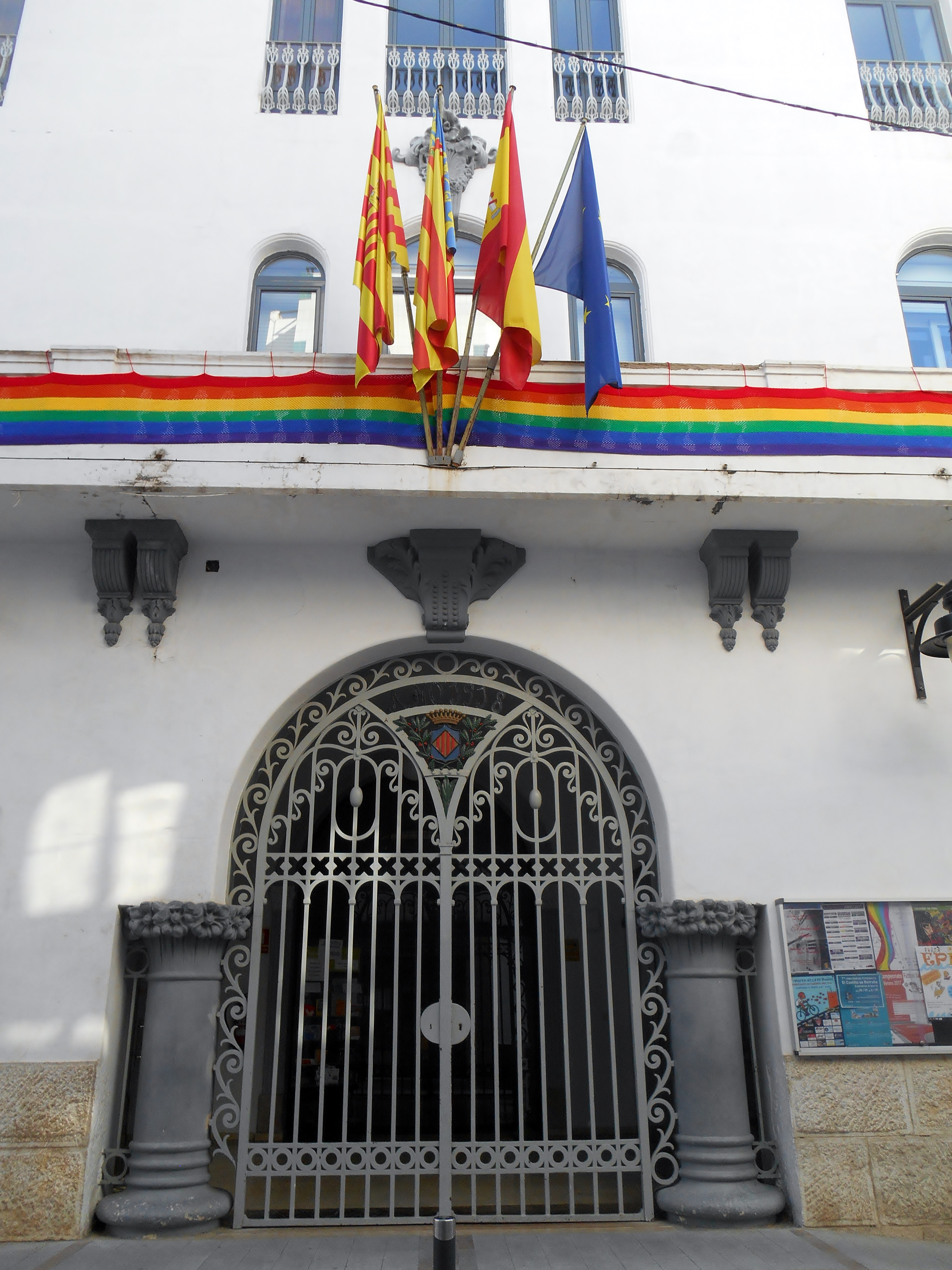
Ayuntamiento de Buñol.

Buñol está gobernada por una corporación local formada por concejales elegidos cada cuatro años por sufragio universal que a su vez eligen un alcalde. El censo electoral está compuesto por todos los residentes empadronados en Buñol mayores de 18 años y nacionales de España y de los otros países miembros de la Unión Europea. Según lo dispuesto en la Ley del Régimen Electoral General, que establece el número de concejales elegibles en función de la población del municipio, la corporación municipal de Buñol está formada por 13 concejales. El Ayuntamiento de Buñol está actualmente presidido por el PP y consta de 5 concejales de este partido, 2 de XBuñol, 2 del PSPV-PSOE, 2 de I. A. B. y 2 de EUPV-Podemos. Es la primera vez que el Partido Popular gobierna Buñol en 44 años, que han sido marcados por gobiernos de izquierdas.
| Periodo   | Nombre                                                            | Partido        |
| --------- | ----------------------------------------------------------------- | -------------- |
| 1979-1983 | Joaquín (Ximo) Masmano Ibáñez                                     | PCE            |
| 1983-1987 | Joaquín Masmano Palmer                                            | PCE            |
| 1987-1991 | Joaquín Masmano Palmer                                            | EUPV           |
| 1991-1995 | Juan Andrés Perelló Rodríguez                                     | PSPV-PSOE      |
| 1995-1999 | Joaquín Masmano Palmer                                            | EUPV           |
| 1999-2003 | Minerva Gómez Perelló                                             | EUPV           |
| 2003-2007 | Fernando Giraldós Roser                                           | PSPV-PSOE      |
| 2007-2011 | Fernando Giraldós Roser                                           | PSPV-PSOE      |
| 2011-2015 | Joaquín Masmano Palmer                                            | EUPV           |
| 2015-2019 | Rafael Pérez Gil (2015-2017) Juncal Carrascosa Alonso (2017-2019) | EUPV PSPV-PSOE |
| 2019-2023 | Juncal Carrascosa Alonso                                          | PSPV-PSOE      |
| 2023-act. | Virginia Sanz Ferrús                                              | PP             |

Desde 2023, la alcaldesa de Buñol es Virginia Sanz, del PP.

## Patrimonio

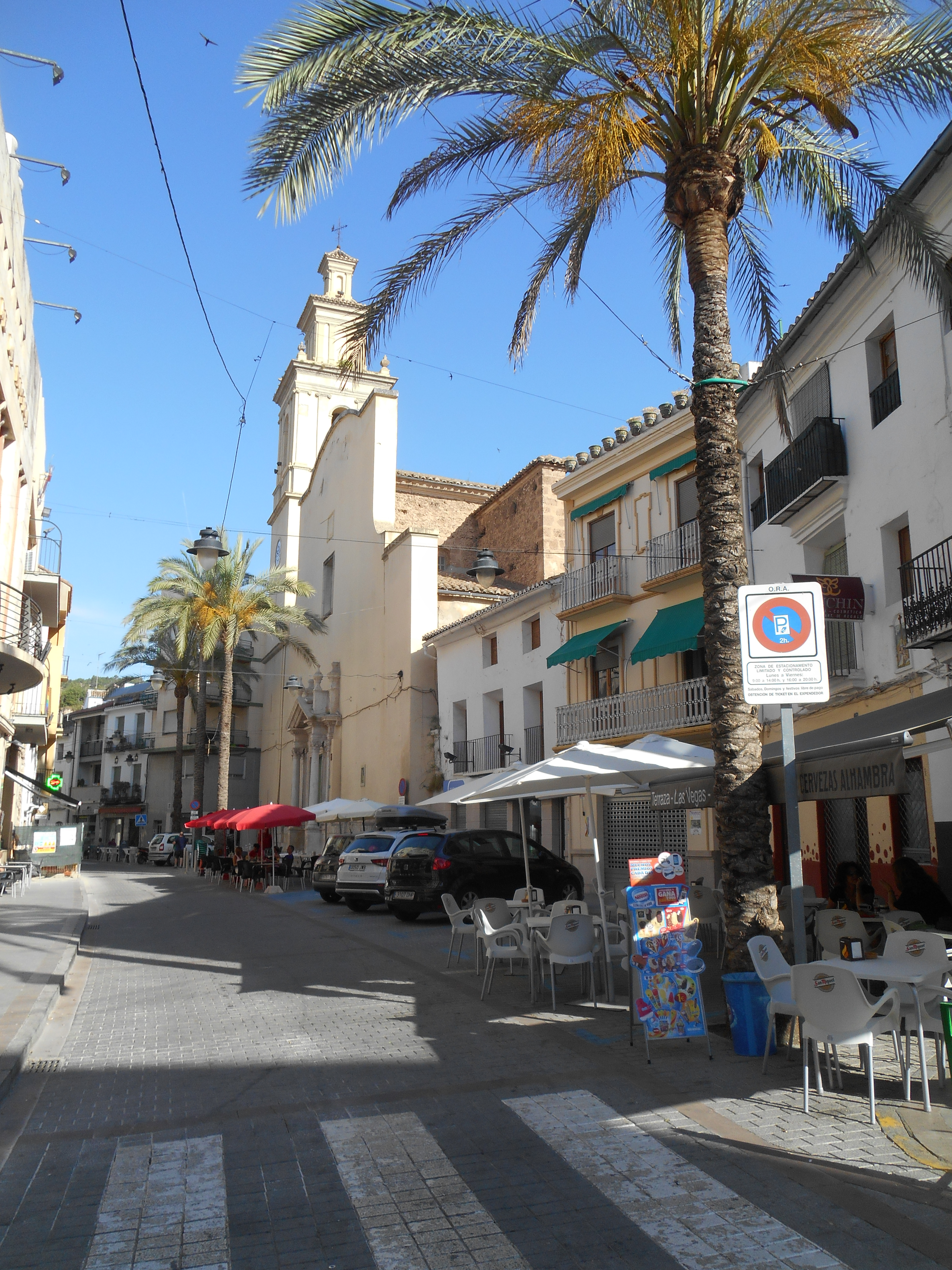
Plaza del Pueblo e iglesia de San Pedro Apóstol.

- Castillo de Buñol: se ubica sobre un cerro en el centro del casco antiguo.[57] Llegó a ser de gran importancia por su situación estratégica, en el límite del Reino de Valencia y la Corona de Castilla, dominando el Paso de las Cabrillas.[57] Las murallas del patio norte se cierran formando un patio de armas, dominado por la torre del homenaje, de unos 30 m de altura y planta.[57] Desde allí se accede al patio sur, donde se ubicaban los edificios palaciegos. Parte de los mismos se utilizan actualmente como dependencias del Museo de Buñol. Está declarado bien de interés cultural.[58]
- La Torre de telegrafía óptica de Buñol es una torre óptica con fusileras, actualmente en estado de ruina, que se encuentra en las estribaciones de la Sierra de la Cabrera, en el Portillo de Buñol, cercano a la autovía A-3. Está declarada bien de interés cultural.[59]
- Iglesia de San Pedro Apóstol: construida en el siglo XVIII en estilo neoclásico y reformada en varias ocasiones.[60] Tiene planta de cruz latina y presenta tres naves.[2] Está declarada bien de relevancia local.[61]
- Ermita de San Luis Beltrán: construida en el siglo XVIII, está ubicada junto al manantial de san Luis.[2] Está declarada bien de relevancia local.[62]
- Ventas: en Buñol hay un conjunto de ventas que datan de cuando la población era una importante parada de diligencias. Entre estas se cuentan la venta de L'Home (siglo XVII), la del Pilar, Ferrer, Ajo, Campanero y Hortelano.[2]

## Cultura

### Música

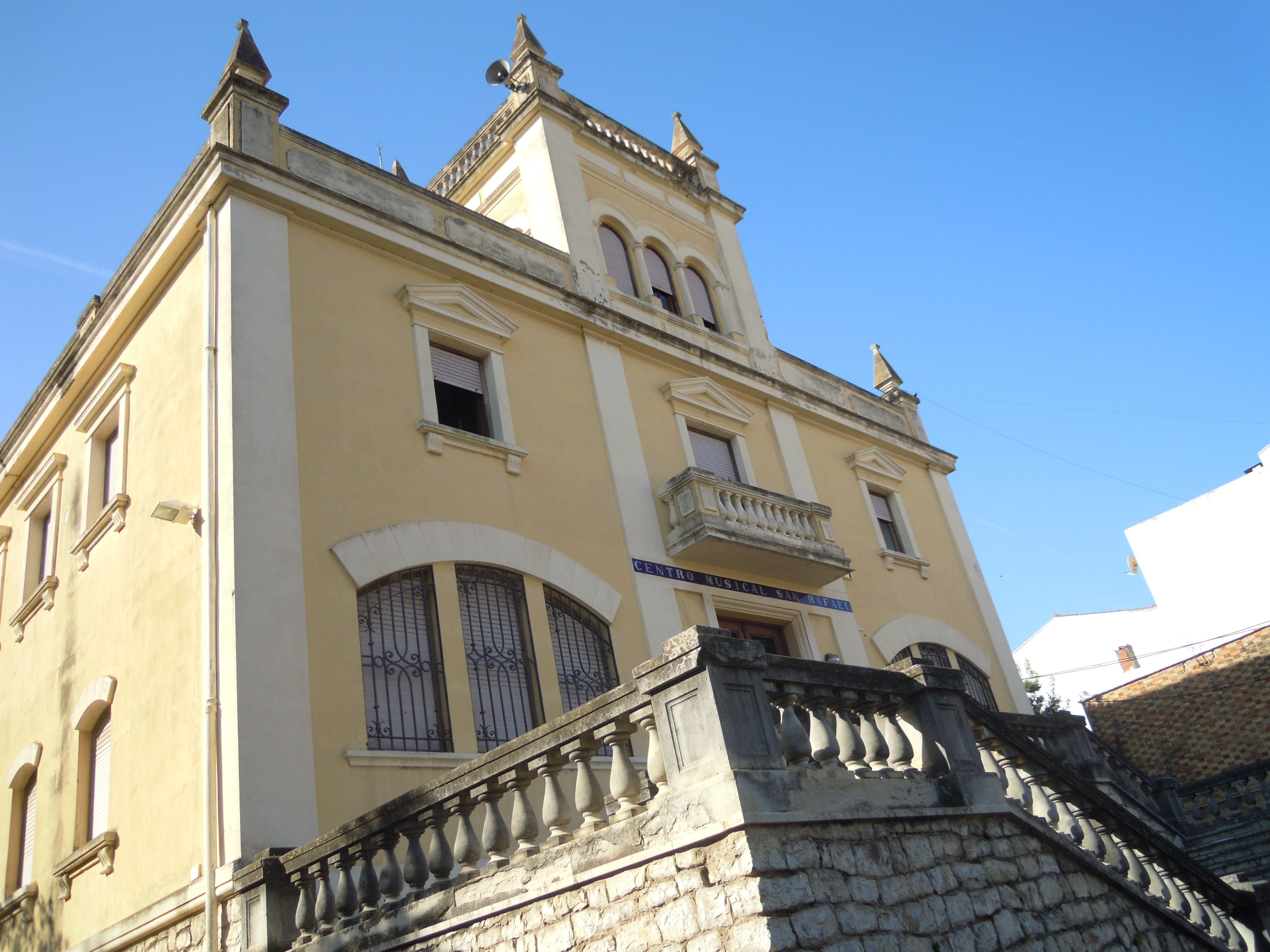
Conservatorio de San Rafael

Buñol es la sede de dos sociedades musicales cuya tradición se remonta a fines del siglo XIX, la Sociedad Musical La Artística y el Centro Instructivo Musical La Armónica. El origen de ambas sociedades se remonta al 1 de mayo de 1883, cuando ante la próxima llegada del ferrocarril, Ildefonso Carrascosa agrupó a los músicos dispersos de la población para formar una banda de música, que bajo el nombre de Música de Buñol actuara en la celebración. Fue así que actuaron por primera vez el 17 de julio de 1883 en la estación de ferrocarril. Además, Buñol también cuenta con el Conservatorio de Música Profesional San Rafael.
El 8 de marzo de 1888 se disolvió la mencionada Música de Buñol, pero de sus filas surgieron los dos grupos actuales. Por un lado, Fernando Ruiz Carrascosa El Carpintero creó la Escuela de Música de Buñol, lo que llevó a la formación de una nueva banda, Música Primitiva. En 1892 adoptó el nombre de La Constancia y en 1920 el de La Armónica. En 1962 adquirió el nombre de Centro Instructivo Musical La Armónica. Por otro lado, otro grupo de músicos continuó con la nueva denominación de La Lira. En la tercera década del siglo XX adoptaron la denominación de La Artística. Esta denominación que procede de bajo la dirección de Francisco García Ballester esta agrupación pasa a constituirse en Sociedad Musical.
A los miembros de la Sociedad Musical La Artística se les conoce popularmente como feos, por el apodo de Francisco García el Feo, herrero de profesión e impulsor de la banda de música. A los del Centro Instructivo Musical La Armónica, por su parte, se les conoce popularmente como litros por la tradición que existía entre los miembros de la Armónica que compartían un litro de vino al final de sus ensayos.[cita requerida]

### Fiestas

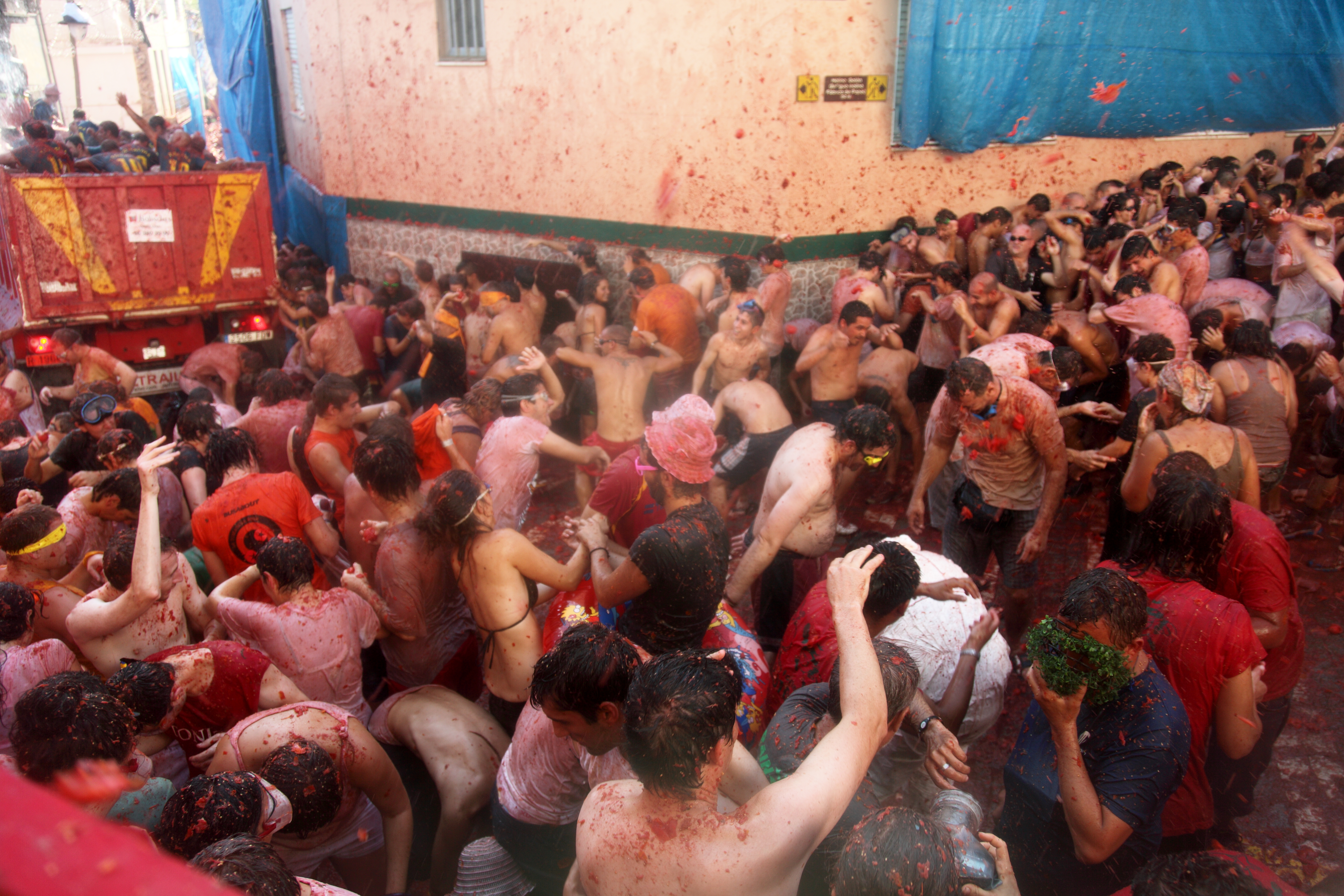
La Tomatina en su edición de 2010.

- Tomatina: se celebra el último miércoles de agosto y consiste en el lanzamiento de tomates maduros entre la multitud de asistentes.[66] La celebración se ha acabado convirtiendo en una de las más populares de la Comunidad Valenciana.[66] Su origen es discutido, si bien la versión más extendida es que, en 1945, unos jóvenes lanzaron tomates a las autoridades porque querían participar en un desfile de gigantes y cabezudos.[66] A pesar del castigo y multa que se impuso a los jóvenes que participaron en los hechos el suceso se volvió a repetir hasta 1950, cuando las autoridades franquistas intentaron impedirlo y provocaron la involucración del grueso de la población.[66] La tomatina en sí dura solo 1 hora, desde las 12 a la 1 del mediodía.[66] Los asistentes están en torno a las 40 000 a las que se lanzan alrededor de 120 toneladas de tomates.[66]
- Mano a Mano Musical: Se realiza en el auditorio de San Luis, con las dos bandas locales, la sociedad musical La Artística, con 150 músicos, y el centro instructivo musical La Armónica de Buñol, con otros 150 músicos. Esta tradición se remonta a 1892 y se ha celebrado desde entonces con las interrupciones del periodo 1920-23, en que solo había una sociedad musical en la población, y la que se produjo durante la guerra civil española y hasta 1945, cuando las circunstancias bélicas y la obligación impuesta de que existiera una sola banda de música en Buñol impidieron el acto.
- Bienal de Buñol: Tiene lugar durante el mes de julio de cada año alternando los años pares la Bienal de Música con los impares la Bienal de las Artes Plásticas. La entrada es gratuita.[67]
- Fallas: En Buñol existe una arraigada tradición fallera que se desarrolla a través de sus cinco comisiones falleras: "Falla Reyes Católicos", "Falla de las Ventas", "Falla del Pueblo", "Falla del Prado" y "Falla Nuevo Buñol". En Buñol, las fiestas falleras comienzan el 14 de marzo y terminan el 19 del mismo mes. Se celebran en honor a San José y las acompañan la plantà, la ofrenda a la Virgen, las Mascletàs y la Cremà.[68]
- Noche de San Juan: Se celebra en viernes, en torno al 24 de junio. En el marco de una multitudinaria verbena, en el parque de Borrunes, se elige a la reina de las fiestas de Buñol.
- Feria y fiestas de Buñol: Se celebra la última semana de agosto, en honor a san Luis Bertrán y la Virgen de los Desamparados, patronos de Buñol. Durante estos días se realizan multitud de actos festivos, carrera popular, procesiones así como concursos gastronómicos de paellas, mojete, gazpachos. En 2024, la entrada se pudo comprar en la web del Ayuntamiento o en la planta baja del mismo. El precio estaba entre 10 y 15€.[69]
- Vive el Castillo: Reunión de artistas y artesanos que muestran sus propuestas los primeros domingos de cada mes en el recinto del castillo medieval de Buñol.[cita requerida]

## En la ficción
En el videojuego Tekken 6, el clásico juego de peleas de Namco, la compañía decidió incluir entre sus personajes a Miguel ‘Matador', un luchador callejero con atuendo de torero cuyo escenario de combate es Buñol en plena fiesta de La Tomatina.
Una plaza abarrotada de avatares que se lanzan tomates con movimientos robóticos es el centro de la acción, cuya decoración la completan pancartas y banderas de España con el lema ‘Fiesta del tomate', algún toro y otros complementos estereotipados y un pavimento totalmente enrojecido.
En la película de Lynne Ramsay We need to talk about Kevin, la protagonista Eva Katchadourian (interpretada por Tilda Swinton) aparece en medio de la Tomatina a modo de alegoría de baño de sangre.
En la película All I see is you, de Marc Forster, Blake Lively y Jason Clarke viajaron a Buñol para grabar una escena de la Tomatina.
Zindagi na milegi dobara, (Sólo se vive una vez) se trata de una película india en la que tres amigos descubren la cultura ibérica. La Tomatina típica de Buñol se encuentra entre las fiestas que aparecen en la película, junto al flamenco y los Sanfermines.
El punto rojo se trata de un cortometraje de humor que explica los orígenes de la Tomatina.
En la obra Walking on Sunshine también se recrea la fiesta de la Tomatina. Esta vez, la comedia se centra en el sur de Italia para expresar la tradición buñolera.